# ایست (دختر تحوتموس سوم)
ایست (به انگلیسی: Iset) یا ایسیس شاهدختی در مصر باستان در دوران حکومت دودمان هجدهم مصر و دختر فرعون تحوتموس سوم و همسر بزرگ سلطنتی او مریت‌رع-حتشپسوت بود.
او یکی از شش فرزند شناخته شده تحوتموس سوم و مریت‌رع-حتشپسوت است. خواهران و برادران او فرعون آمنهوتپ دوم، شاهزاده منخپررع و شاهدخت نبت‌یونت، مریت‌آمون سی و مریت‌آمون دی هستند. او به همراه خواهرانش و منخپررع روی مجسمه مادربزرگ مادری شان هوئی (اکنون در موزه بریتانیا) به تصویر کشیده شده است. او کوچکتر از خواهر و برادرش تصویر شده است، بنابراین احتمالاً کوچک‌ترین آنها بوده است.